# John Doerfler
John Francis Doerfler (ur. 2 listopada 1964 w Appleton) – amerykański duchowny katolicki, biskup Marquette od 2014.

## Życiorys
Ukończył studia na Uniwersytecie Gregoriańskim w Rzymie. Święcenia kapłańskie otrzymał 13 czerwca 1991 i został inkardynowany do diecezji Green Bay. Kontynuował studia na Katolickim Uniwersytecie Ameryki, gdzie uzyskał licencjat z prawa kanonicznego. Pracował następnie duszpastersko jako wikariusz w parafii katedralnej. W tym czasie obronił dyplom z teologii na John Paul II Institute for Marriage and the Family, w 2008 roku uzyskał tam doktorat. Był kanclerzem, sędzią w trybunale diecezjalnym, członkiem kolegium konsultorów, a od 2005 roku wikariuszem generalnym diecezji Green Bay.
17 grudnia 2013 papież Franciszek mianował go biskupem ordynariuszem diecezji Marquette. Sakra biskupia i ingres odbyły się 11 lutego 2014 roku.